# Glay
Glay – miejscowość i gmina we Francji, w regionie Burgundia-Franche-Comté, w departamencie Doubs.
Według danych na rok 1999 gminę zamieszkiwało 314 osób, a gęstość zaludnienia wynosiła 48 osób/km² (wśród 1786 gmin Franche-Comté Glay plasuje się na 448. miejscu pod względem liczby ludności, natomiast pod względem powierzchni na miejscu 679.).